# 柳幸典
柳幸典（日语：やなぎ ゆきのり，1959年5月2日—），日本當代藝術家，出生於日本福岡縣。

## 經歷
1985年，柳幸典畢業於武藏野美術大學造型研究科，隔年獲得栃木縣立美術館Art Document優秀獎。
1990年，畢業於美國耶鲁大学美術學院雕刻系，受到亞洲文化協會邀請，參與日美藝術交流計畫（PS1 Museum, International Studio Program）。
於1993年獲得第45屆威尼斯双年展Aperto獎；1995年獲得第6屆五島紀念文化財團美術新人獎。
在2005年至2015年，擔任广岛市立大学藝術學院副教授。

## 概要
1986年，柳幸典開始用螞蟻、蜣螂等昆蟲進行藝術創作，表現“移動”這一主題，嘗試打破常規的藝術體系。之後獲得日本知名策展人北川フラム的賞識，在東京代官山的Hillside Gallery進行了使用煙霧的行為表演《I Feel Yellow》。同年獲得栃木縣立美術館Art Document優秀獎。
1988年，獲得耶魯大學獎學金前往同校藝術雕塑學院進修，師從維托·阿肯錫，法蘭克·蓋瑞。畢業作品《Wandering Micky》獲得優秀獎。1990年和1991年分別在紐約的Storefront for Art & Architecture和洛杉磯的LACE（Los Angels Contemporary Exhibition）舉辦個人展覽，展出作品《The World Flag Ant Farm》，描繪在沙質土上的各國國旗被螞蟻的移動行跡侵蝕破壞，表現對“全球化”的批判性思考。該作品隨後登上了美國重要的藝術雜誌《Art in America》的封面。之後，柳幸典在紐約成立工作室，以紐約為據點在世界範圍內開展藝術活動。
1993年，作品《The World Flag Ant Farm》斬獲第45屆威尼斯双年展Aperto部門獎。1996年，他在美國舊金山灣內原被作為聯邦監獄的阿爾卡特拉斯島上展出了名為“Field Work on Alcatraz”的藝術項目。
在海湾战争即將爆發之際，柳幸典在紐約Storefront for Art & Architecture舉辦了名為“Hi-no-maru 1/36”的個人展覽。在東京的Hillside Gallery展出了用田宮公司生產的戰車塑膠模型製作的作品《Self Defence》（1990年）。1991年在東京細見畫廊首次展出由大量迷你《奧特曼》系列模型組成的作品《Banzai Corner》。《Hi-no-maru》系列作品將日本代表性的流行符號作為創作素材，影射日本的社會、政治、經濟問題，通過作品去反思國家和民族意識形態。這一系列作品引起了外界的廣泛關注，對村上隆、中村政人等同時代的日本藝術家產生了重要影響。
1992年開始，獲得亞洲文化協會的贊助，參與PS1 International Studio Program，並於同一年在FujiTV Gallery舉辦個展。在該展覽上發表了霓虹裝置作品《Hinomaru Illumination》，同年受邀前往直島新建的現代美術館（現為Benesse Art Site Naoshima）舉辦個人展覽。在停留直島期間，他開始構思在瀨戶內海離島上的生涯創作。經過三年時間的調研，邂逅瀨戶內海沿岸岡山市的犬島。犬島自大正時期起開始發展煉銅業，後逐漸衰落。柳幸典開始往返於紐約和犬島，著手於改造島上銅精煉廠廢墟的 “犬島計劃”。
1995年，柳幸典思考如何結合藝術和自然從而為老舊的犬島精煉廠重新注入生命，讓全島成為藝術。這一構想獲得了Benesse會社社長福武綜一郎的支持，犬島計劃進入實質性階段。2008年，結合三岛由纪夫的故居和近代工業遺跡的犬島藝術計劃“精煉廠”，即現今的“精煉廠美術館”正式對外開放。這個耗時13年，以離島為舞臺的計劃是後來瀨戶內國際藝術祭的先驅。
2000年，參加惠特尼雙年展，與蔡国强一併成為該藝術節的首批住在紐約的外國藝術家。在該展上發表了以賈斯培·瓊斯的作品《Three Flag》為靈感的作品《Study For American Art》。同年在廣島市現代美術館舉辦了首次個人回顧展。在911襲擊事件前從美國返回日本，在福岡縣糸島市玄界灘修建工作室。其中利用太陽能的設計理念後來沿用於犬島計劃。
從2005年開始擔任廣島市立大學藝術學院副教授（2015年辭職），在該學院新開設現代表現方向。開始廣島藝術計劃，用廣島市內曾經遭受核輻射的廢棄遊樂設施進行藝術創作，實現物件的二次利用。
在2010年的首屆瀨戶內國際藝術祭上，和建築家妹島和世合作“家計劃”，作品分佈在犬島上的三處聚落。
在完成犬島計劃之後，柳幸典將工作室搬到廣島縣尾道市的離島—百島上的一所廢棄學校。2012年成立「ART BASE 百島」，以尾道水路周邊為中心進行創作活動。
2016年，在橫濱市BankART1929舉辦了30年創作生涯的大型回顧展，展出了以福岛第一核电站事故為靈感素材的哥斯拉計劃（Project God-zilla）。該展被日本《每日新聞》和《讀賣新聞》列為2016年最佳展覽。

## 代表作品
- 1991年：“Banzai Corner”，財團法人直島福武美術館財團（Benesse House）
- 1992年：“Hinomaru Illumination”，高知縣立美術館；“Hinomaru Container (Yamato Tumulus Type)”東京都現代美術館
- 1994年：“Chrysanthemum Carpet”，澳洲國立美術館；「Article 9」
- 1995年：“The Forbidden Box”，費城紡織工房博物館（英语：The Fabric Workshop and Museum）
- 1996年：“Pacific-The Ant Farm Project”，泰特美術館
- 2000年：“Dollar Pyramid”，維吉尼亞VMFA美術館（英语：Virginia Museum of Fine Arts）
- 2008年：“精煉廠美術館”，財團法人直島福武美術館財團
- 2016年：“Icarus Cell”；“哥斯拉-景觀與眼”（Project God-zilla -Landscape with an Eye-）

## 相關項目
- 維托·阿肯錫
- 法蘭克·蓋瑞
- 三岛由纪夫
- 賈斯培·瓊斯
- 威尼斯双年展